# Глагол
Глагол је несамостална, променљива реч у реченицама, која може означавати радњу, стање или збивање. Може имати личне или неличне, просте или сложене облике, вид, род, време, начин, потврдност, одричност, лице и граматички број.

## Подела глагола према значењу
Према значењу и употреби у реченици, глаголи могу да означавају:
- радњу која се врши (свесну, несвесну и механичку)[2], када субјекат постоји и може да утиче на радњу (нпр. певати, цртати, писати)
- стање у коме се неко или нешто налази, када се субјекат обавезно исказује, али не може да утиче својом вољом на радњу, односно не утиче на оно што се дешава (нпр. спавати, сазрети, расти)
- збивање, када уз глагол не постоји субјекат (нпр. севати, грмети, наоблачити се, смрачити се)

## Подела глагола према трајању радње (глаголски вид)
Глаголи се разликују и према трајању радње. Особина глагола којом се може изразити свршеност или несвршеност радње, назива се глаголски вид. Неке радње могу трајати неограничено (седети, скакати), па се глаголи којима се исказују такве радње називају несвршени (имперфектнe='"приручник"' />), док глаголи који означавају радње чије је трајање завршено називају се свршени или перфектни глаголи (сести, скочити). Деле се на :
1. несвршене (имперфективне) — трајање радње је неограничено:
  - трајни (дуративни) — радња траје неограничено (читати, писати) и без прекида (читати, гледати, радити)
  - учестали (итеративни) — радња неограничено траје, али се прекида (претрчавати, долазити)
2. свршене (перфективне) — радња која се цела завршила и могу бити:
  - почетни — означава почетак неке радње (полетети, запливати)
  - завршени глаголи — означава завршетак радње (отпевати, одиграти, слетети, допливати, научити)
  - тренутни — цела радња се завршила у једном тренутку (сести, трепнути)
3. двовидске — радња може бити и несвршена и свршена, глаголи могу имати особине оба вида, па се он може закључити само из реченичног контекста.[1] На пример, у реченици „Обично ручам са породицом код куће“, глагол ручам има несвршени облик, док у реченици „Када будем ручао, изаћи ћу напоље“, има свршени облик.

## Подела глагола по предмету радње (глаголски род)
Глаголи се према глаголском роду, односно по предмету радње, деле на:
1. прелазне (транзитивне) — постоји предмет радње. Радња се врши на некоме или нечему и уз глагол стоји објекат (читати књигу, гледати телевизију)
2. непрелазне (интранзитивне) — не постоји предмет радње. Радња се не врши ни на коме и увек је без објекта (спавати, ићи)
3. повратне (рефлексивне) — увек уз себе имају речцу се, без које глаголи немају значење. Повратни глаголи могу се поделити на неколико врста:
  - прави повратни — субјекат радњу врши на самом себи, па се реч се може заменити пуним обликом себе, а да се значење реченице не промени (купати се — купати себе, умивати се — умивати себе).
  - неправи повратни — глаголи уз које може стајати само краћи облик се (веселити се, смрзнути се).
  - узајамно-повратни — више вршилаца врше исту радњу један на другом (руковати се, свађати се).

## Служба глагола у реченици
Глаголи у реченици могу да врше службу предиката, док глаголски прилози могу да врше службу прилога за време. Глаголски предикат је предикат оних реченица у којима се оно што се субјекту приписује означава глаголом у личном облику. Они одговарају на питање шта субјекат ради.
- Јована пева цео дан. („пева“ је презентски облик „певати“)

У неким глаголским временима, уз њих се могу наћи помоћни глаголи:
- Ђорђе је спавао до касно. („је“ и „спавао“ су посебни глаголи)
- Милица ће ићи у школу. („ће“ и „ићи“ су посебни глаголи)

Зависно од тога да ли се користи један или више глаголских облика у истој реченици, како би она имала потпуно значење, постоје прости и сложени глаголски предикат.
- Ученици настављају да уче. (користе се два посебна глаголска облика)[5]

## Граматичке категорије
Промена глагола се назива спрезање или конјугација. Глаголи се мењају по следећим граматичким категоријама:
- лице — зависно од тога да ли се радња, стање или збивање приписује говорном лицу, лицу са којим се говори или некоме (нечему) неприсутном: 1, 2. и 3. лице
- број — једнина и множина. Када се глаголи мењају по временима и начинима глаголи имају облик за једнину и множину
- род — мушки, женски и средњи (родове имају само глаголски придеви)
- време — зависно од времена којем се радња, стање или збивање приписују: седам глаголских времена (презент, перфекат, имперфекат, аорист, плусквамперфекат, футур I , футур II )[а]
- начин — означава став говорника према још неоствареној радњи: два глаголска начина (императив и потенцијал)

## Глаголски облици
Глаголски облици су облици у којима се глаголи остварују у реченици. Добијају се додавањем наставака за лице, време и начин, на основу глагола. Основа глагола може бити:
- инфинитивна или аористна — добија се одбијањем наставка -ти поред којег стоји вокал (плака-ти, вика-ти), док се код глагола на -ћи или -ти испред којих се налази сугласник глаголска основа добија одбијањем аористног наставка -ох (плет-ох, мет-ох)
- презентска — одбијањем наставка -мо за прво лице множине презента (гледа-мо, скаче-мо, трчи-мо)

Глаголски облици могу бити:
- лични или финитни — имају вршиоца радње, односно субјекат. Имају облике за сва три лица. У ову групу спадају: презент, аорист, имперфекат, перфекат, плусквамперфекат, футур први, футур други, императив, потенцијал, потенцијал прошли
- нелични или инфинитни — немају вршиоца радње и најчешће се користе да би означили нека збивања у природи. Нелични глаголски облици су инфинитив, глаголски придеви (описни глаголи), трпни глаголски придев, радни глаголски придев, глаголски прилог садашњи, глаголски прилог прошли

### Глаголски облици према начину грађења
Према начину грађења глаголски облици могу се поделити на:
- просте — граде се од презентске или инфинитивне основе и одређених наставака. Прости глаголски облици су презент, аорист, имперфекат, императив, глаголски прилог садашњи, глаголски прилог прошли, глаголски придев трпни, радни глаголски придев
- сложене: перфекат, плусквамперфекат, футур први[б], футур други, потенцијал, потенцијал прошли